# Ardisia marcellanum
Ardisia marcellanum là một loài thực vật có hoa trong họ Anh thảo. Loài này được Govaerts mô tả khoa học đầu tiên năm 1994.